# Kemléki-hegység
A Kemléki-hegység egy alacsony hegység Horvátország északnyugati részén, melynek nagyobb része Varasd megyében, kisebb része pedig Kapronca-Kőrös megyében található.

## Fekvése
A hegység negyven kilométer hosszúságban és körülbelül tíz kilométer szélességben húzódik keletről nyugatra. Északról természetes határát a Bednja-folyó képezi, mely elválasztja a Toplicai-hegységtől, keleten pedig a Drávamentétől. A nyugati oldalon Novi Marof városa, északi oldalán Ljubešćica község és Varasdfürdő városa, északkeleten Ludbreg, délen Kőrös városa, keleten Kapronca városa található. A hegység déli oldalán Visoko, Gornja Rijeka, Nagykemlék és tovább délre Sveti Petar Orehovec települések fekszenek.

## Leírása
A hegység területe leginkább lombhullató erdővel van benőve, míg középső részét csupasz sziklák alkotják. Számos hegymászó és túrázó célpontja. A legmagasabb csúcsa a Vranilac (643 m). További csúcsok a Pec (624 m), a Pusta Barbara (460 m), a Ljuba voda (546 m), a Ljubelj (556 m), a Škrinja (504 m), a Podrevec (544 m) és a Farkas (572 m).
A hegységet túra, makadám és erdei utak hálózata keresztezi. Három aszfaltozott út halad át rajta: A Sudovec - Možđenec út, mely Kipišćén és Mostišćén halad keresztül; az Apatovec - Rasinja út télen a meredek lejtő miatt el van zárva a forgalom elől; és a Lepavina - Rasinja út. 
A Vranilac-csúcstól mintegy ötven méterre keletre található Kalnik rádió- és televíziótornya uralja a tájat. A déli oldalon Vranilac teteje alatt található Nagykemlék falu, a Szent Bereck plébániatemplommal. Maga a csúcsszikla nem erdősült be, a gerincről minden irányba gyönyörű kilátás nyílik. A televíziós toronytól keletre, egy nagy meredek sziklán található a Sedmi zub kilátó (638 m). Itt kezdődik az a hosszú sziklasor, amelyről a Sedmi zub (Hetedik Fog) nevű kilátót is elnevezték, és amely keletre ereszkedik le tovább a hegyi menedékházig és Nagykemlék váráig. Látványos gerincösvény halad át rajta, melyeken hegymászók másznak a számokkal jelölt az első, a második, a harmadik és a sorban tovább következő csúcsok szikláira. Nagykemlék várának szikláin és az északnyugatra fekvő sziklákon, ahol a Sedam zub sziklasora található, valamint a hegység központi részén összesen mintegy 202 sportmászó útvonalat alakítottak ki.
A hegységet húsz éve használják sárkányrepüléshez és siklóernyőzéshez. Siklóernyős klubok által tartott tanfolyamokon csak képzett siklóernyősök repülhetnek. A siklóernyőzők általában a Vranilac tetejétől nyugatra fekvő fennsíkot, és a Pusta Barbara gerincének lábánál található rétet használják. Korábban a sárkényrepülők a tévétorony fennsíkjáról is repültek.

## Története
A régészeti leletek tanúsága szerint a hegység területén már a kőkorszakban is éltek emberek. Több településén is a lasinja kultúra maradványai kerültek elő. Kétezer évvel az időszámítás kezdete előtt a vučedoli kultúra virágzott itt. A korai bronzkorban a licenska kultúra, majd a bronzkor vége felé több egyre helyi telep itteni jelenléte bizonyítható. Csekély nyomai a keltáknak és a rómaiaknak is kimutathatók. Itt vezetett át a Varasdfürdőről a Glogovnica völgye felé menő római út. A hegység lejtőin a bjelobrodi-kultúra, a pannóniai szlávok temetői is megtalálhatók a 10. századtól egészen a 12. századig. Összességében megállapítható, hogy az emberi jelenlét már több mint négyezer éve folyamatos ezen a vidéken.
A hegység gazdag történelmi múltjáról mesélnek a területén található középkori várak romjai.
Deklešanectől északkeletre, a Kalnik-hegység egyik 420 méteres magaslatán találhatók Kiskemlék várának romjai. Paka középkori várának maradványai Paka falutól és az A4-es autópályától keletre a hegység nyugati részén, a Paka-patak feletti 310 méteres erdős Gradišča nevű magaslaton találhatók. Csányó várának maradványai Čanjevo központjától keletre emelkedő 320 méter magas Ribelj-domb tetején találhatók. Az ásatásokat itt Varasdi Városi Múzeum munkatársai végzik. A Nagykemlék feletti Vuklanecnek nevezett magaslaton fekszenek Nagykemlék középkori várának romjai.